# 阳文君
阳文君（?—?），中国战国时期楚国的公子，楚怀王的儿子。楚顷襄王病重的时候，阳文君的两个儿子在国内。春申君怕阳文君立自己的儿子继承王位，于是协助在秦国为政治人质的公子完回国。公子完顺利即位，就是楚考烈王。